# Гамалий, Василий Данилович
Васи́лий Дани́лович Гамали́й (1884—1956) — русский казачий офицер, полковник, участник Первой мировой войны, Гражданской войны в России.

## Биография
Родился 1 мая 1884 года в станице Переясловской Кубанского Казачьего Войска.
В службу вступил вольноопределяющимся 2-го разряда в 1-й Черноморский казачий полк. Отбыв срок в полку, по экзамену принят в Оренбургское  училище, из которого в 1911 г. выпущен хорунжим в 1-й Уманский полк Кубанского казачьего войска.
Во время Первой мировой войны — командир сотни 1-го Уманского бригадира Головатого полка ККВ.
Высочайшим приказом  императора Николая Второго сотник 1-й Уманского полка Кубанского казачьего войска Василий Гамалий награжден орденом Святого Станислава III-й степени с мечами и бантом.
Высочайшим приказом  императора Николая Второго сотник 1-й Уманского полка Кубанского казачьего войска Василий Гамалий награжден Георгиевским оружием "За храбрость" за то, что 24.12.1914 во главе разъезда из 25 казаков напал на фланговую заставу турок в районе села Беккей и захватил в плен 40 аскеров.
Высочайшим приказом  императора Николая Второго сотник 1-й Уманского полка Кубанского казачьего войска Василий Гамалий награжден орденом святой Анны 3-й степени с мечами и бантом.
Высочайшим приказом  императора Николая Второго сотник 1-й Уманского полка Кубанского казачьего войска Василий Гамалий награжден орденом Святого Станислава 2-й степени с мечами.
Высочайшим приказом императора Николая Второго от 28 декабря 1916 года подъесал 1-й Уманский полк Кубанского казачьего войска Василий Гамалий награжден орденом святой Анны 2-й степени с мечами.
Отличился во время Персидской кампании, совершив в апреле 1916 г. протяжённый рейд по тылам турецких войск на соединение с британскими войсками в Месопотамии. За проявленное мужество и храбрость сотник Василий Гамалий получил орден Георгия 4-й степени и британскую военную награду, офицеры сотни были награждены золотым георгиевским оружием, а все нижние чины — георгиевскими крестами. Это был четвёртый случай в истории, когда георгиевскими наградами награждалось целое подразделение (первый — 1829 — экипаж легендарного брига «Меркурий», принявшего и выигравшего неравный бой с двумя турецкими линкорами; второй — 1865 — казаки 4-й сотни 2-го Уральского казачьего полка, выстоявшие в неравном бою с многократно превосходящими силами кокандцев под кишлаком Икан; третий — экипаж крейсера «Варяг»).
Высочайшим указом 31.05.1916 года  сотник Гамалий Василий произведен в подъесаулы 1-го Уманского бригадира Головатого полка ККВ.
Во время Гражданской войны — командир партизанской Георгиевской сотни, командир 2-го Кабардинского конного и 3-го Уманского полков (Добровольческая армия и ВСЮР), командир конной бригады (Русская Армия). Произведен в полковники. Во время обороны Крыма – командир конной бригады на Перекопе (уманцы и корниловцы). В 1920 г. эвакуирован раненным из Крыма в Константинополь. В эмиграции с 1920 года в Королевстве сербов, хорватов и словенцев и во Франции, с 1948 г. – в США.
Умер от рака в Лейквуде, Нью-Джерси (США) 2 ноября 1956 года.

## Память
Воспоминания В. Гамалия  записал в эмиграции военный историк полковник Ф.И. Елисеев, в 1957 году в Нью-Йорке выпустив в виде брошюры «Рейд сотника Гамалия в Месопотамию в мае 1916 года (с сотней казаков 1-го Уманского полка для связи с британскими войсками)».Книга Хаджи-Мурата Мугуева «К берегам Тигра» об этих событиях.Документальный фильм «Сотня. Месопотамский рейд».

## Награды
Кавалер ордена Святого Георгия 4-й степени, ордена святой Анны 2-й степени с мечами, ордена Святого Станислава 2-й степени с мечами, ордена святой Анны 3-й степени с мечами и бантом, ордена Святого Станислава 3-й степени с мечами и бантом. Имел Георгиевское оружие "За храбрость".Кавалер Военного Креста (Великобритания)-английской военной награды для офицеров, учрежденной в 1914 году.